# Mandrage
Mandrage ([mandraže]) byla plzeňská popová skupina. Měla pět členů. K jejím největším hitům patří „Šrouby a matice“, „Františkovy Lázně“, „Hledá se žena“, „Na dlani“ a „Motýli“.

## Historie
Když byli v roce 2001 otcové Víta Starého a Matyáše Vordy na společné oslavě skupiny Mediterian, rozhodli se, že by si chlapci spolu mohli zahrát společné písně (název vznikl jako slovo nahrazující kterékoli slovo, nápad se vyskytl v ruském satirickém pořadu Gorodok.). Tím vzniklo duo Víťa (zpěv a kytara) a Mates (bicí). Mezi roky 2002 a 2003 do skupiny přistoupil jejich kamarád (klávesy a harmonika), po čase však odešel. Vít a Matyáš si začali skládat vlastní písně a zúčastnili se soutěže Múza v Plzni, ovšem bez úspěchu. Na této akci potkali Pepu Bolana, který v té době hrál v kapele Velvet Ecstasy, a Coopiho, který v té době hrál ve skupině Pornocowboys. Spolu potom odehráli několik koncertů. V roce 2004 se do kapely Mandrage (Víťa – zpěv a kytara; Mates – bicí; Coopi – baskytara) přidali i František a Josef Bolan (zpěv, kytara).
V roce 2005 vzniklo demo „Říkala, že jí trápí cosi“. O rok později Mandrage uzavřeli smlouvu s vydavatelstvím Universal Music.
V roce 2007 skupina vydala dlouhohrající CD s názvem Přišli jsme si pro Vaše děti. Také byla nominována na „Objev roku“ v cenách Anděl a cenách hudební televize Óčko. Skupina vystupovala také jako předskokan skupiny PEHA. O rok později skupina vystupovala na turné skupiny Wanastowi Vjecy.
V roce 2009 skupina vydala v pořadí druhé CD s názvem Hledá se žena pojmenované podle stejnojmenného hitu. Stali se vítězi Óčko hudebních cen v kategorii rock.
Během roku 2010 singl „Hledá se žena“ obsadil první místa hitparád v České republice. Skupina se vydala na první větší turné pojmenované Hledá se žena Tour. Také vystupovala na koncertě skupiny Divokej Bill a byla jednou z nejvíce koncertujících skupin v ČR. S písní „Hledá se žena“ byla nominována na cenách Anděl a stala se vítězem v hudebních cenách TV Óčko a vítězem v kategorii objev roku slovenské Musiq1. Turné Mandrage „Hledá se žena Tour“ zahrnovalo projekt hledání ženy, do kterého se zapojilo přes 250 žen a dívek (na webových stránkách pro ně hlasovalo více než 100 000 uživatelů). Výherkyně potom strávila víkend se skupinou.
V roce 2011 skupina oslavila 10 let fungování, s výročím bylo spojeno turné Tour 10 let Mandrage po Česku, Slovensku, Velké Británii a Německu. Skupina vydala nové album nazvané Moje krevní skupina a do rádií pustila jako první z alba singl „Františkovy lázně“. Singl byl pojatý jinak než předchozí písně, bylo přidáno více electra a zvukových efektů. Později vydala i Šrouby a matice. Celé album vyšlo 27. listopadu. Skupina opět vyhrála cenu TV Óčko v kategorii rock.
V roce 2012 měla píseň „Šrouby a matice“ úspěch ve všech českých hitparádách moderní hudby. Stala se nejhranější skladbou v rádiích tohoto roku. Proběhlo tour Moje krevní skupina. V cenách Anděl skupina obsadila s písní „Šrouby a matice“ druhé místo v kategorii „Skladba roku“ a 1. místo v kategorii „Skupina roku“. V anketě Žebřík s tímto songem obsadila 1. místo v kategorii „Skladba roku“ a 2. místo v kategorii „Skupina roku“. V anketě Český Slavík Mattoni se skupina umístila na 4. místě jako skupina roku. V roce 2013 byla skupina fanoušky nominována v hudebních cenách TV Óčko (kategorie „Skupina roku“). Skupina skončila na druhém místě.
V roce 2013 odehrála skupina mnoho koncertů a zúčastnila se velkých festivalů. Skončila 3. v hudebních cenách Óčka v kategorii „Skupina roku“. Na podzim, 8. listopadu 2013, vydala album Siluety. Hudební kritici jej přijali pozitivně a hodnocení bylo převážně kladné. V prosinci vystupovali pro Kapku naděje v O2 aréně.
V roce 2014 v lednu vystupovali na Tříkrálové sbírce. Na jaře 1. března odstartovalo jejich doposud největší turné Siluety tour. Odehráli 14 koncertů v Česku a jeden na Slovensku. Na hudebních cenách Žebřík vyhráli 1. místo v kategorii skupina a 2. místo v kategorii skladba roku, v níž bodovala píseň Siluety.
V roce 2015 vydali Mandrage zatím svou poslední řadovou desku nazvanou Potmě jsou všechny kočky černý. Jedná se o velmi taneční album, v rozhovoru pro iReport uvedli, že po spíše zasněných melodiích (Siluety) a akustickém divadelním turné chtěli vnést trochu života do své produkce.

### Ukončení činnosti
V prosinci 2019 skupina oznámila, že po naplánovaném turné Dlouhej únor (2020) přeruší na neurčitou dobu svou činnost kvůli osobním problémům frontmana skupiny Víta Starého. Nakonec v lednu 2020 skupina oznámila zrušení celého únorového turné, protože Vít Starý přestal s kapelou komunikovat.
Z celého turné kapela odehrála pouze jediný koncert, a to 1. února 2020 v pražském Foru Karlín. Místo Víta Starého zpívali různí čeští zpěváci, konkrétně Sebastian Navrátil, Tomáš Fröde, Adam Mišík, producent Mandrage Armin Effenberger, Klára Gajová, členové skupiny Jelen, Anna K., Žofia Dařbujánová, Debbi, Tereza Balonová a Mirai Navrátil. Skupina uvedla, že půjde o poslední koncert.

## Členové
- Vít Starý (Víťa; zpěv, texty a kytara; frontman skupiny, * 23. ledna 1989 Plzeň). Základní školu navštěvoval v Plzni na Skvrňanech. Následovala Střední průmyslová škola dopravní a soukromá Sportovní a podnikatelská střední škola v Plzni. S hudbou začínal již jako malý kluk, na kytaru začal hrát asi v 8 letech. Nejdříve pod dohledem otce a zhruba po roce začal chodit k Jirkovi Sadílkovi, u kterého strávil 2 roky. Ve 14 letech chodil ke kytaristovi Honzovi Militkýmu, avšak byl jen na pár hodinách. Poté se stal samoukem. V roce 2001 založil společně s Matyášem Vordou kapelu Mandrage. Jeho otec Miloslav Starý hraje společně s Matyášovým otcem Vlastimilem Vordou v plzeňské kapele. Sám také složil několik písniček pro Mandrage.
- Josef Bolan (Pepa; zpěv, texty a kytara, * 22. června 1976 Plzeň). Slova Pepy: „Na kytaru jsem začal hrát až někdy na střední škole a strašně mi nebavilo se učit teorii, takže dodnes nevim, co vlastně hraju. K žádnému učiteli jsem taky nikdy nechodil, protože mě nutili se učit noty. V roce 1999 jsem založil kapelu VELVET ECSTASY, se kterou jsme nahráli 4 demáče a hráli i na velkých festivalech. Poté mě začali všichni srát, tak jsem začal hrát s klukama z MANDRAGE.“
- Michal Fajtl (Coopi; baskytara, * 7. srpna 1986 Plzeň). Než začala jeho kariéra s Mandrage, hrál v kapele Porno Cowboys. Zajímavostí je, že jeho bývalý spoluhráč OrG (Tuzex Christ ze Sunshine) teď[kdy?] hraje s Matesem v Super Tuzex Bros.
- Matyáš Vorda (Mates; bicí, * 25. července 1990). V roce 2010 odmaturoval na gymnáziu Františka Křižíka v Plzni.[6] Na bicí hraje od devíti let, v čemž se učil u bubeníka Badyho Zbořila. Se zpěvákem Víťou Starým hrál od jedenácti let a v roce 2001 s ním spoluzaložil skupinu Mandrage.[7] Hraje také v kapelách Super Tuzex Bros a Burlesque CZ a vystupuje jako DJ Dead Sailor.[8] V minulosti spolupracoval s rytmickou skupinou Muerta Mente.
- František Bořík (klávesy, * 27. května 1989). Do října 2011 účinkoval v bubenickém seskupení Muerta Mente (téměř 7 let). Mezi jeho záliby patří lezení na komíny.

## Diskografie
- Říkala, že jí trápí cosi (2005)
- Přišli jsme si pro Vaše děti (2007)
- Hledá se žena (2009)
- Moje krevní skupina (2011)
- Siluety (2013)
- Potmě jsou všechny kočky černý (2015)
- Po půlnoci (2018)
- Bez přezůvek bos (písnička z CD Létající peřina spolku Loutky v nemocnici!) (2018)
- Vidím to růžově (2019)

## Turné
- 2007 Support Peha tour
- 2010 Hledá se žena tour
- 2011 Tour 10 let Mandrage
- 2012 Moje krevní skupina tour
- 2014 Siluety tour
- 2014 Siluety tour II
- 2015 O(d) začátku
- 2015 Utubering
- 2018 Po půlnoci Tour
- 2020 Dlouhej únor[Pozn. 1]